# Millington (Maryland)
Pour les articles homonymes, voir Millington.
La ville de Millington est située dans les comtés de Kent et Queen Anne, dans l’État du Maryland, aux États-Unis. Sa population s’élevait à 642 habitants lors du recensement de 2010, estimée à 609 habitants en 2017.

## Source
- (en) Cet article est partiellement ou en totalité issu de l’article de Wikipédia en anglais intitulé « Millington, Maryland » (voir la liste des auteurs).